# 查克·卡爾
小查爾斯·李·葛蘭·卡爾（英語：Charles Lee Glenn Carr Jr.，1967年8月10日—2022年11月13日），通稱查克·卡爾（Chuck Carr），美國棒球員，守備位置為外野手。

## 球員生涯

### 美國職棒
卡爾於1986年選秀會中被美國職業棒球大聯盟辛辛那提紅人隊以第九輪第228順位選中。首度於大聯盟出賽則是在1990年，代表紐約大都會隊。
他在大聯盟打了8個賽季，1993年效力於佛羅里達馬林魚隊時期，以58個盜壘獲得國家聯盟盜壘王。其大聯盟生涯累積成績為13全壘打、123打點、144盜壘。

### 中華職棒
1998年，加盟中華職棒三商虎隊，球團以其英語原名諧音登錄名為『巧克力』。同年8月16日，已登錄為巧克力的卡爾從味全龍隊洋投菲力普的手中轟出陽春砲，成為中職史上第3,000轟。當時還有慶祝儀式、發送巧克力給現場球迷等活動。
卡爾來台效力中華職棒三商虎隊出賽之36場，皆擔任第一棒，為中華職棒史上只擔任同一棒次且代表出賽最多者。

## 逝世
據美國媒體報導，卡爾於2022年11月13日因病逝世，享年55歲。

## 外部連結
- 查克·卡爾在中華職棒官網
- 查克·卡爾在Baseball-Reference.com（大聯盟）（英语）
- 查克·卡爾在Baseball-Reference.com（小聯盟以及海外聯盟）（英语）
- 查克·卡爾在Retrosheet（英语）
- 查克·卡爾在The Baseball Cube（英语）